# اسماعیلیه هفت‌امامی
اسماعیلیه هفت‌امامی یا اسماعیلیه خالصه یا اسماعیلیه واقفه (به عربی: سبعیة) شاخه ای از شیعه اسماعیلی بود. آن‌ها پس از مرگ امام ششم شیعیان جعفر صادق در سال ۱۴۸ ه‍.ق از شیعیان دوازده‌امامی جدا می‌شوند. آن‌ها به «هفت امامی» معروف شدند، زیرا معتقد بودند که اسماعیل بن جعفر هفتمین و آخرین امام (رهبر موروثی جامعه مسلمانان در از نسل علی) است. از اعتقادات آنان این است، که، محمد بن اسماعیل، فرزند اسماعیل بن جعفر، باز خواهد گشت و به عنوان مهدی دوران عدالت را به وجود خواهد آورد. مشهورترین و فعال‌ترین شاخه آنها قرمطی‌ها بودند.

## تاریخ، انشعابات شیعه و هفتاد

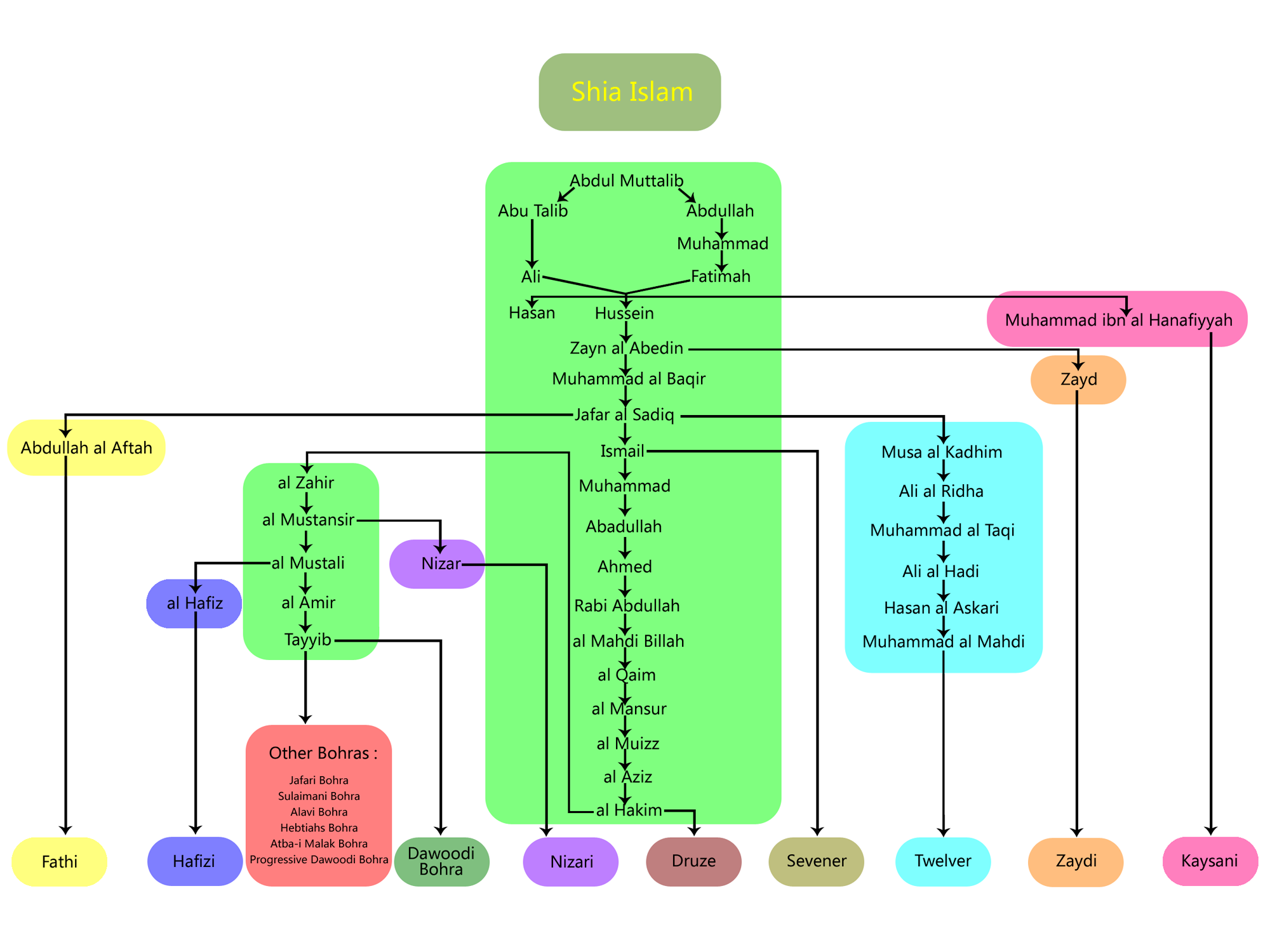
اسماعیلیه در یک نگاه (نکته: حنفیه امام کیسانی از نسل علی و از خوله بنت جعفر همسر علی است نه فاطمه)

## فهرست امام‌ها
| امام : 90 | امام‌های اسماعیلی‌های هفت‌امامی           | دوران            |
| ۱         | علی بن ابی‌طالب - اولین امام اسماعیلی   | (۲۳ پ. ه‍-۴۰ ه‍.ق)   |
| ۲         | حسن بن علی - دومین امام اسماعیلی       | (۳ ه‍. ق–۵۰ ه‍.ق)    |
| ۳         | حسین بن علی - سومین امام اسماعیلی      | (۴ ه‍. ق-۶۱ ه‍.ق)    |
| ۴         | علی بن حسین - چهارمین امام اسماعیلی    | (۳۸ ه‍. ق-۹۵ ه‍.ق)   |
| ۵         | محمد باقر - پنجمین امام اسماعیلی       | (۵۷ ه‍. ق-۱۱۴ ه‍.ق)  |
| ۶         | جعفر صادق - ششمین امام اسماعیلی        | (۸۳ ه‍. ق-۱۴۸ ه‍.ق)  |
| ۷         | اسماعیل بن جعفر - هفتمین امام اسماعیلی | (۱۰۳ ه‍. ق-۱۳۸ ه‍.ق) |

گاهی اوقات از لفظ «هفت‌امامی» برای اشاره به کل اسماعیلی‌ها استفاده می‌شود، البته جریان‌های کنونی اسماعیلی، مانند مستعلی‌ها و نزاری‌ها به مراتب بیش از هفت امام دارند.

## امام‌های اسماعیلی که توسط هفت‌امامی‌ها پذیرفته نشدند
امام‌های اسماعیلی، بعد از محمد بن اسماعیل، از سوی برخی گروه‌های قرمطی پذیرفته نشد. آن‌ها از پذیرش امام‌های فاطمی امتناع ورزیدند و به ظهور مهدی موعود اعتقاد داشتند، آن‌ها، امام‌های جدید را، به‌عنوان بدعت‌گذارانی مشکوک در نظر می‌گرفتند.
- عبادالله بن محمد (وفی احمد) (۱۷۹ ه‍. ق-۲۱۲ ه‍.ق)
- احمد بن عبادالله (تقی محمد) (۱۷۴ ه‍. ق-۲۱۲ ه‍.ق)
- حسین بن احمد (عبدالله زکی) (۲۱۰ ه‍. ق-۲۲۵ ه‍.ق)
- عبیدالله مهدی بالله (۲۵۹ ه‍. ق-۳۲۹ ه‍.ق) (بنیان‌گذار خلافت فاطمی)